# Херсонский уезд
Херсо́нский уе́зд — уезд Российской империи, административная единица в составе Новороссийской губернии, Екатеринославского и Вознесенского наместничеств, Николаевской, Херсонской и Одесской губерний. Существовал с 1776 по 1923 год. 
Центр уезда — город Херсон.

## История
Херсонский уезд был образован в 1776 году в составе Новороссийской губернии Российской империи. 
В 1783 году отнесён к Екатеринославскому наместничеству, в 1795 году — к Вознесенскому наместничеству, в 1796 году — к Новороссийской губернии, в 1802 году — к Николаевской губернии, в 1803 году — к Херсонской губернии, в 1920 году — к Николаевской губернии, в 1921 году — к Одесской губернии.
Упразднён в 1923 году.

## Население
По данным первой всеобщей переписи населения Российской империи 1897 года в Херсонском уезде проживало 587 804 человек. 
В уездном городе Херсоне проживало 59 076 человек, в Николаеве (военное губернаторство) — 92 012 человек, в заштатном городе Берислав — 12 149 жителей.

## Административное деление
По состоянию на 1886 год в состав уезда входило 39 волостей:
1. Александровская волость
2. Антоновская волость
3. Балацковская волость
4. Белозерская волость
5. Вавиловская волость
6. Владимировская волость
7. Грушевская волость
8. Гурьевская волость
9. Давыдобродская волость
10. Заградовская волость
11. Засельская волость
12. Золото-Балковская волость
13. Казацкая волость
14. Калужская волость
15. Камянская волость
16. Качкаровская волость
17. Кисляковская волость
18. Криворогская волость
19. Кронауская волость
20. Любомирская волость
21. Марьинская волость
22. Михайловская волость
23. Николаевская 1-я волость
24. Николаевская 2-я волость
25. Никольская волость
26. Ново-Бугская волость
27. Ново-Воронцовская волость
28. Ново-Николаевская волость
29. Ново-Одесская волость
30. Орлафская волость
31. Отбедо-Василевская волость
32. Покровская волость
33. Полтавская волость
34. Привольнянская волость
35. Станиславская волость
36. Старошведская волость
37. Терновская волость
38. Тягинская волость
39. Широковская волость

В 1913 году в состав входило 38 волостей:
1. Александровская волость
2. Антоновская волость
3. Балацковская волость
4. Белозерская волость
5. Вавиловская волость
6. Владимировская волость
7. Грушевская волость
8. Гурьевская волость
9. Заградовская волость
10. Засельская волость
11. Золото-Балковская волость
12. Казацкая волость
13. Калужская волость
14. Камянская волость
15. Качкаровская волость
16. Кисляковская волость
17. Криворогская волость
18. Кронауская волость
19. Любомирская волость
20. Марьинская волость
21. Михайловская волость
22. Николаевская 1-я волость
23. Николаевская 2-я волость
24. Никольская волость
25. Ново-Бугская волость
26. Ново-Воронцовская волость
27. Ново-Николаевская волость
28. Ново-Одесская волость
29. Орлафская волость
30. Отбедо-Василевская волость
31. Покровская волость
32. Полтавская волость
33. Привольнянская волость
34. Станиславская волость
35. Старошведская волость
36. Терновская волость
37. Тягинская волость
38. Широковская волость